# Космос як передчуття
«Космос як передчуття» — художній фільм режисера Олексія Учителя.

## Зміст
Дія фільму відбувається у 1957 році. Всі радянські громадяни відчувають гордість у серцях після запуску першого супутника на орбіту. А в цей час біля північного моря живуть, кохають один одного і мріють Коник і Лара, прості ресторанні працівники. Відгомони західної свободи долинають до них із чужих суден. І це незвідане життя манить молодих людей, що затиснуті у лещата соціалістичного тоталітаризму.

## Ролі
| Актор           | Роль       |
| --------------- | ---------- |
| Євген Миронов   | Коник      |
| Ірина Пегова    | Лара       |
| Євген Циганов   | Герман     |
| Олена Лядова    | Римма      |
| Марія Кузнецова | Мама       |
| Олена Галибіна  | Офіціантка |
| Дмитро Муляр    | Юрій       |
| Ігор Шибанов    | Юхим       |

## Нагороди

### Кінопремія Ніка(2005)
- Найкращий оператор — Юрій Клименко за фільм «Космос як передчуття»
- Найкращий актор — Євген Миронов за фільм «Космос як передчуття»

### Золотий орел(2005)
- Найкраща режисерська робота — Олексій Учитель («Космос як передчуття»)
- Найкращий сценарій — Олександр Міндадзе («Космос як передчуття»)

### XXVIIМосковський міжнародний кінофестиваль
- Головний приз «Золотий Георгій» за найкращий фільм «Космос як передчуття», Олексій Учитель